# Dez Cadena
Dez Paul Cadena (ur. 2 czerwca 1961 Newark, New Jersey) – amerykański wokalista i gitarzysta. Swoją działalność muzyczną rozpoczął w Black Flag w 1980 roku, kiedy zastąpił wokalistę Chavo Pederast’a. W ciągu roku jego ochrypły głos stał się rozpoznawalnym i często naśladowanym stylem śpiewania w punkrockowych zespołach. Jako wokalista nagrał z zespołem singel Six Pack. W pierwszej połowie 1981 roku zaczął mieć problemy ze strunami głosowymi. Poważnie je nadwerężył podczas tras koncertowych i musiał przerwać śpiewanie. Został drugim gitarzystą w zespole, a na miejsce wokalisty zajął Henry Rollins z zespołu State of Alert. Jako gitarzysta z Black Flag nagrał debiutancki album Damaged. Po odejściu z zespołu utworzył swój własny zespół DC3 z którym grał do początku lat 90. i nagrał cztery płyty.
Jeszcze w czasach Black Flag, Cadena udzielał się w zespołach Redd Kross, Twisted Roots i Ella and the Blacks. W 1984 roku jako gość pojawił się na albumie Hüsker Dü Arcade Zen.
W połowie lat 90., Dez nawiązał współpracę z George Hurleyem (ex – Minutemen) i Tomem Troccoli. Nagrali wspólnie jeden album jako Vida. W 2002 roku na zaproszenie Jerry’ego Only dołączył jako gitarzysta do zespołu The Misfits. Nagrał z nimi album 2003 Project 1950 a także w 2011 The Devil’s Rain. Aktualnie nadal pracuje z The Misfits wspólnie z Only i perkusistą Eric „Goat” Arce.

## Dyskografia

### Black Flag
- Six Pack (SST Records 1981)
- Damaged (SST Records 1981)
- TV Party (SST Records 1981)
- Everything Went Black (SST Records 1982)
- The First Four Years (SST Records 1983)

### DC3
- This Is the Dream (SST Records 1985)
- The Good Hex (SST Records 1985)
- You're Only As Blind... (SST Records 1986)
- Vida (SST Records 1989)

### Vida
- Vida (Blue Man from Uranus Records 1995)

### The Misfits
- The Day the Earth Caught Fire (Rykodisc 2002)
- Project 1950 (DBK Works 2003)

### Osaka Popstar
- Osaka Popstar and the American Legends of Punk (Rykodisc 2006)